# آسترال
آسترال (انگلیسی: Astral) شرکت رسانه‌ای کانادایی است، که در سال ۱۹۶۱ تأسیس شد.